# Romanówek (Rudnik)
Romanówek – część wsi Rudnik w Polsce, położona w województwie lubelskim, w powiecie krasnostawskim, w gminie Rudnik. 
Romanówek wchodzi w skład sołectwa Rudnik.
W latach 1975–1998 Romanówek położony był w województwie zamojskim.